# Lagrâce-Dieu
Lagrâce-Dieu (em occitano:  La Gràcia de Dieu) é uma comuna francesa na região administrativa da Occitânia, no departamento do Alto Garona. Estende-se por uma área de 8.52 km², com 564 habitantes, segundo o censo de 2018, com uma densidade de 66 hab/km².